# Еліле (Гаваї)
Еліле (англ. Eleele) — переписна місцевість (CDP) в США, в окрузі Кауаї штату Гаваї. Населення — 2515 осіб (2020).

## Географія
Еліле розташований за координатами 21°54′23″ пн. ш. 159°34′56″ зх. д. / 21.90639° пн. ш. 159.58222° зх. д. (21.906480, -159.582339).  За даними Бюро перепису населення США в 2010 році переписна місцевість мала площу 2,81 км², з яких 2,01 км² — суходіл та 0,80 км² — водойми.

## Демографія
Згідно з переписом 2010 року, у переписній місцевості мешкало 2390 осіб у 740 домогосподарствах у складі 583 родин. Густота населення становила 850 осіб/км².  Було 780 помешкань (277/км²).
Расовий склад населення:
| - 58,2 % — азіатів - 12,1 % — білих - 4,7 % — вихідців з тихоокеанських островів - 0,3 % — чорних або афроамериканців - 0,2 % — корінних американців |

До двох чи більше рас належало 24,1 %. Частка іспаномовних становила 8,9 % від усіх жителів.
За віковим діапазоном населення розподілялося таким чином: 25,8 % — особи молодші 18 років, 59,2 % — особи у віці 18—64 років, 15,0 % — особи у віці 65 років та старші. Медіана віку мешканця становила 39,1 року. На 100 осіб жіночої статі у переписній місцевості припадало 104,1 чоловіків;  на 100 жінок у віці від 18 років та старших — 100,8 чоловіків також старших 18 років.
Середній дохід на одне домашнє господарство  становив 79 171 долар США (медіана — 68 750), а середній дохід на одну сім'ю — 86 402 долари (медіана — 72 426). Медіана доходів становила 41 307 доларів для чоловіків та 36 929 доларів для жінок. За межею бідності перебувало 11,2 % осіб, у тому числі 22,6 % дітей у віці до 18 років та 6,3 % осіб у віці 65 років та старших.
Цивільне працевлаштоване населення становило 1330 осіб. Основні галузі зайнятості: мистецтво, розваги та відпочинок — 22,3 %, освіта, охорона здоров'я та соціальна допомога — 14,6 %, роздрібна торгівля — 12,6 %.